# Christoph Amberger

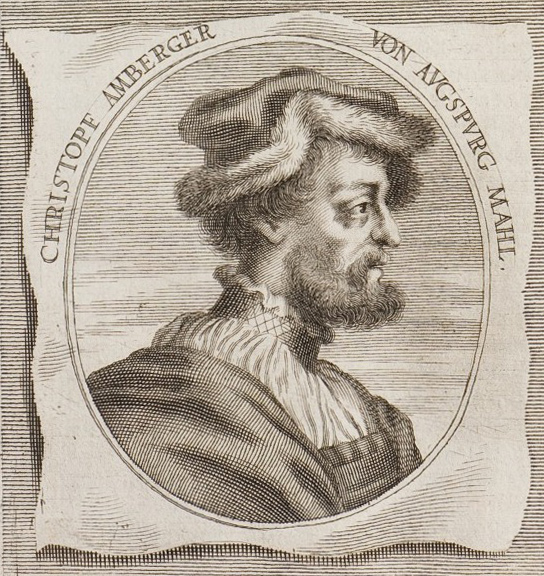
Christoph Amberger, Bildnis des 17. Jahrhunderts in „Deutsche Academie“ von Joachim von Sandrart

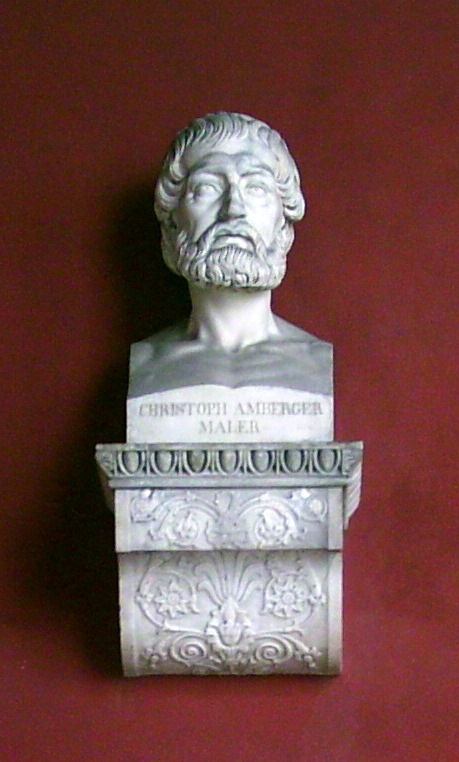
Büste von Christoph Amberger in der Münchener Ruhmeshalle

Christoph Amberger (* um 1505 in Kaufbeuren; † zwischen dem 1. November 1561 und dem 19. Oktober 1562 in Augsburg) war ein deutscher Maler. Er war vor allem Bildnismaler und gilt als herausragender Maler der Generation nach Dürer und Burgkmair.

## Leben
Die neuere Forschung geht entgegen den früheren Annahmen, dass Amberger bei Hans Burgkmair oder Leonhard Beck in Augsburg die Malerei erlernte, eher von einem Aufenthalt bei Hans Maler zu Schwaz bis 1529/30 aus. Amberger wurde 1530 in die Malerzunft zu Augsburg aufgenommen, wo er bis zu seinem Tod vorzugsweise als Bildnismaler tätig war. Am 15. Mai 1530 wurde Amberger von der Zunft der Augsburger Maler, Glaser, Bildschnitzer und Goldschlager die so genannte Meistergerechtigkeit verliehen, die noch in der mittelalterlichen Rechtsordnung wurzelte und erforderlich war, um als Kunsthandwerker selbständig arbeiten zu dürfen. Am 12. März 1536 stellte er seiner Zunft seinen ersten Lernknaben Hans Ler aus Kaufbeuren vor. Vorstellungen weiterer Lernknaben folgten am 13. Oktober 1538, 30. April 1542 und 6. Juni 1546. Im Jahr 1548 traf er mit Tizian zusammen.

## Werk
Von Amberger sind eine Reihe von Bildnissen berühmter und angesehener Zeitgenossen überliefert. So malte er Porträts zahlreicher Augsburger Patrizier und ihrer Ehefrauen sowie Porträts von Karl V. (um 1530, dieses Werk begründete seinen Ruf), Georg von Frundsbergs, Konrad Peutingers (1543), der Fugger und Welser und des Kosmographen Sebastian Münster. Außerdem sind noch etwa 30 Zeichnungen bekannt. Amberger fertigte nur gelegentlich Entwürfe für Holzschnitte.
Sein bedeutendstes Werk ist wohl die Hochaltartafel im Augsburger Dom, die 1554 geschaffen wurde, nachdem der Altar von Hans Holbein dem Älteren im Bildersturm zerstört worden war.

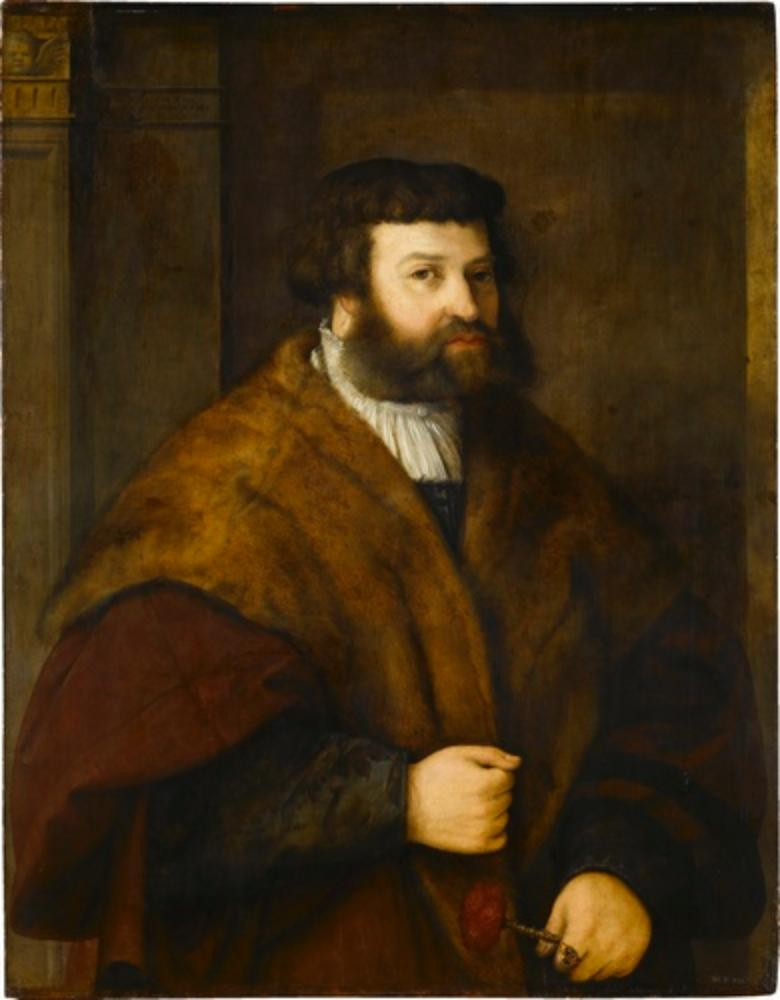
Georg Hörmann von und zu Gutenberg, 1530, Staatsgalerie Stuttgart
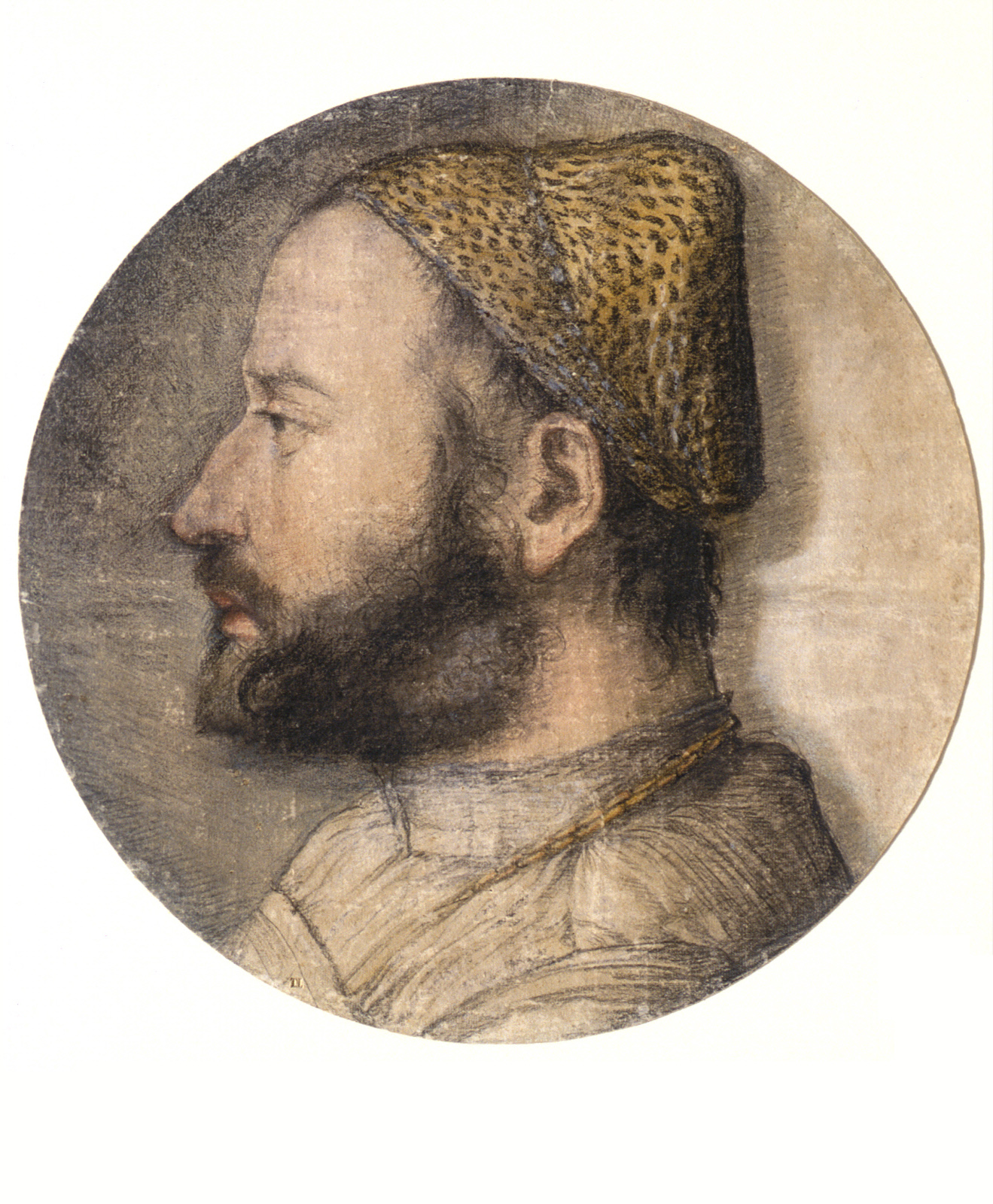
Porträtzeichnung des Georg Hörmann, Sterling and Francine Clark Art Institute, Washington
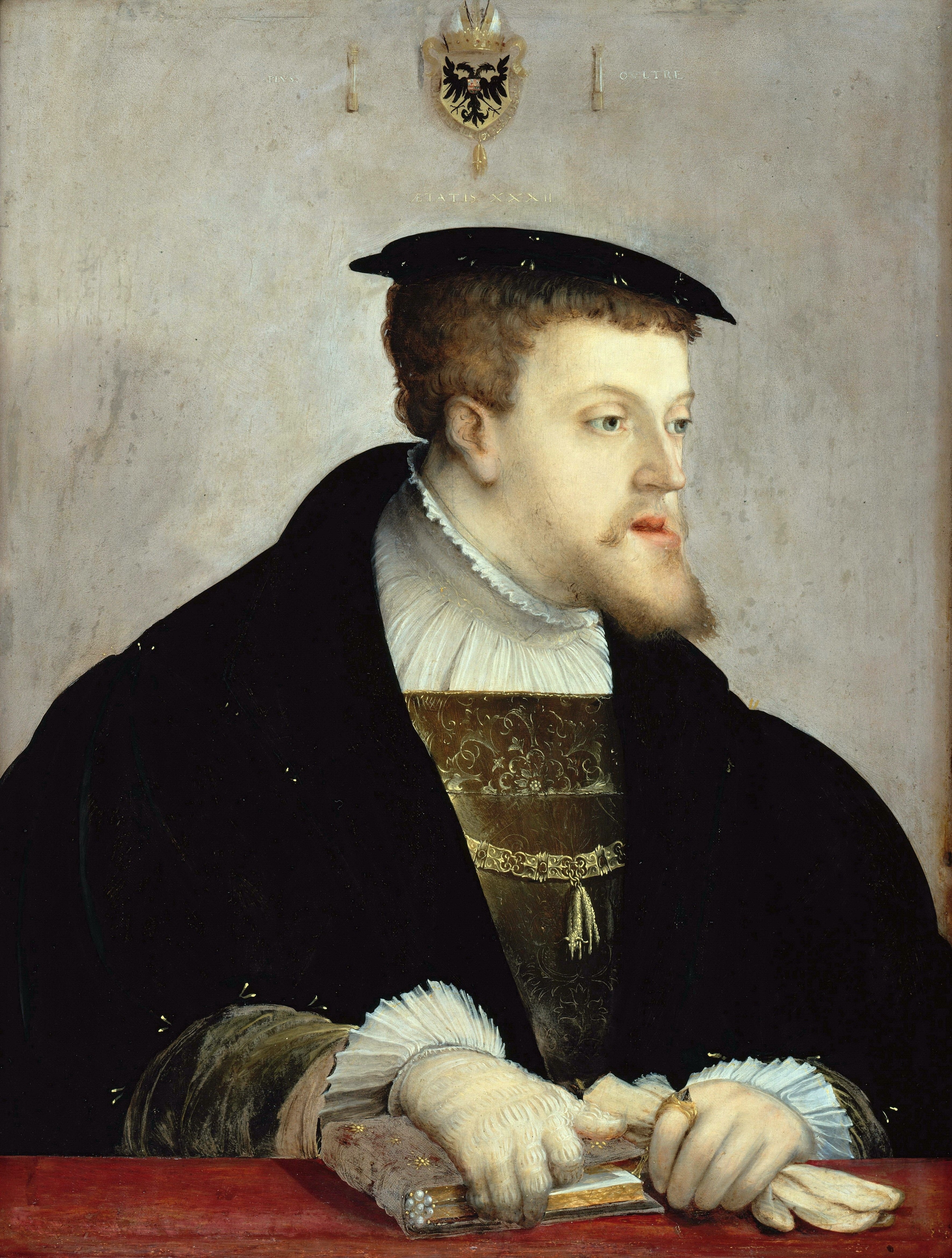
Karl V., etwa 1532, Gemäldegalerie Berlin
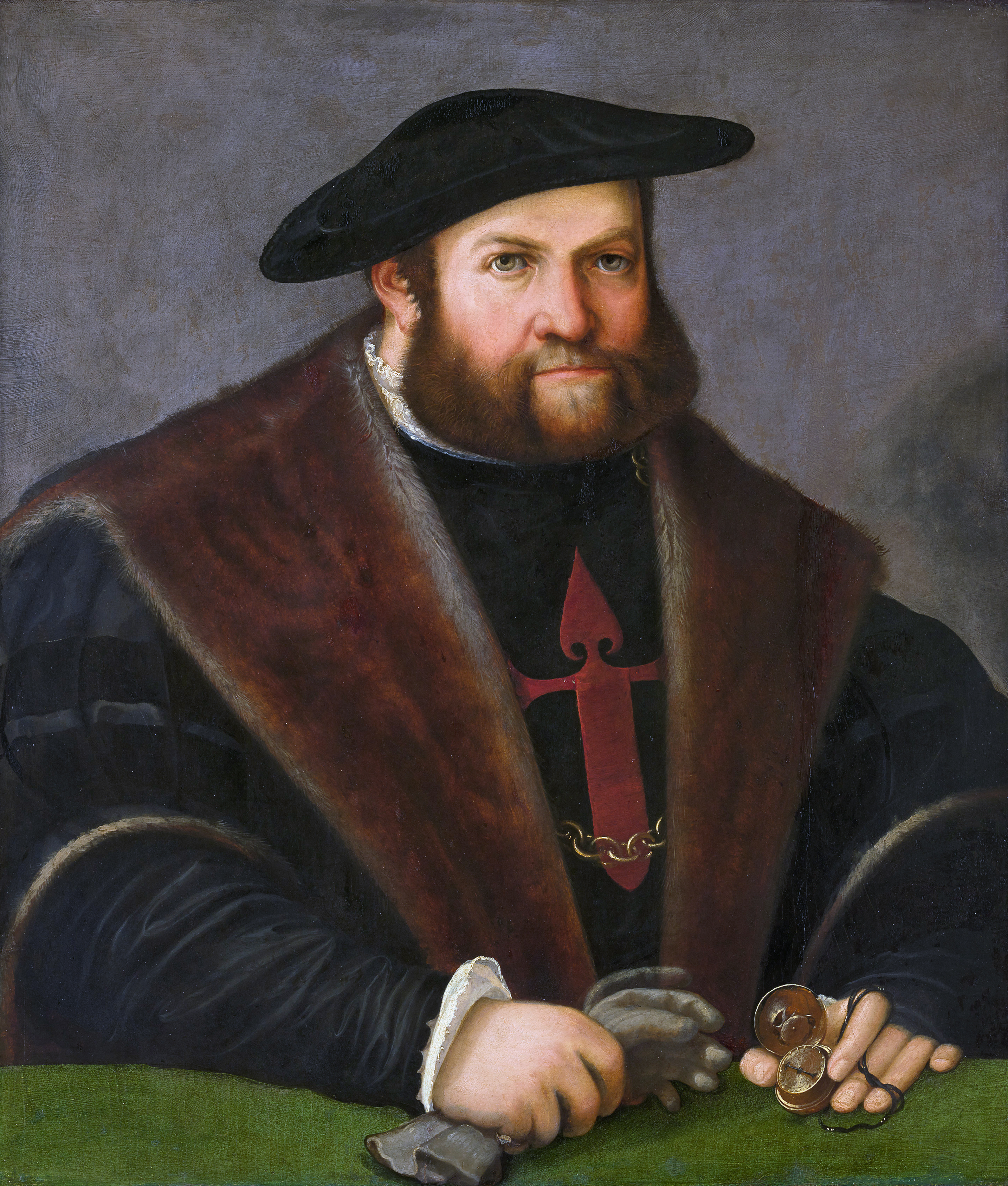
Ulrich Ehinger (Bildnis eines Santjagoritters), bemerkenswert durch eine der frühesten Darstellungen einer Taschenuhr (sog. Bisamapfeluhr),[3] etwa 1540, Kunsthistorisches Museum Wien
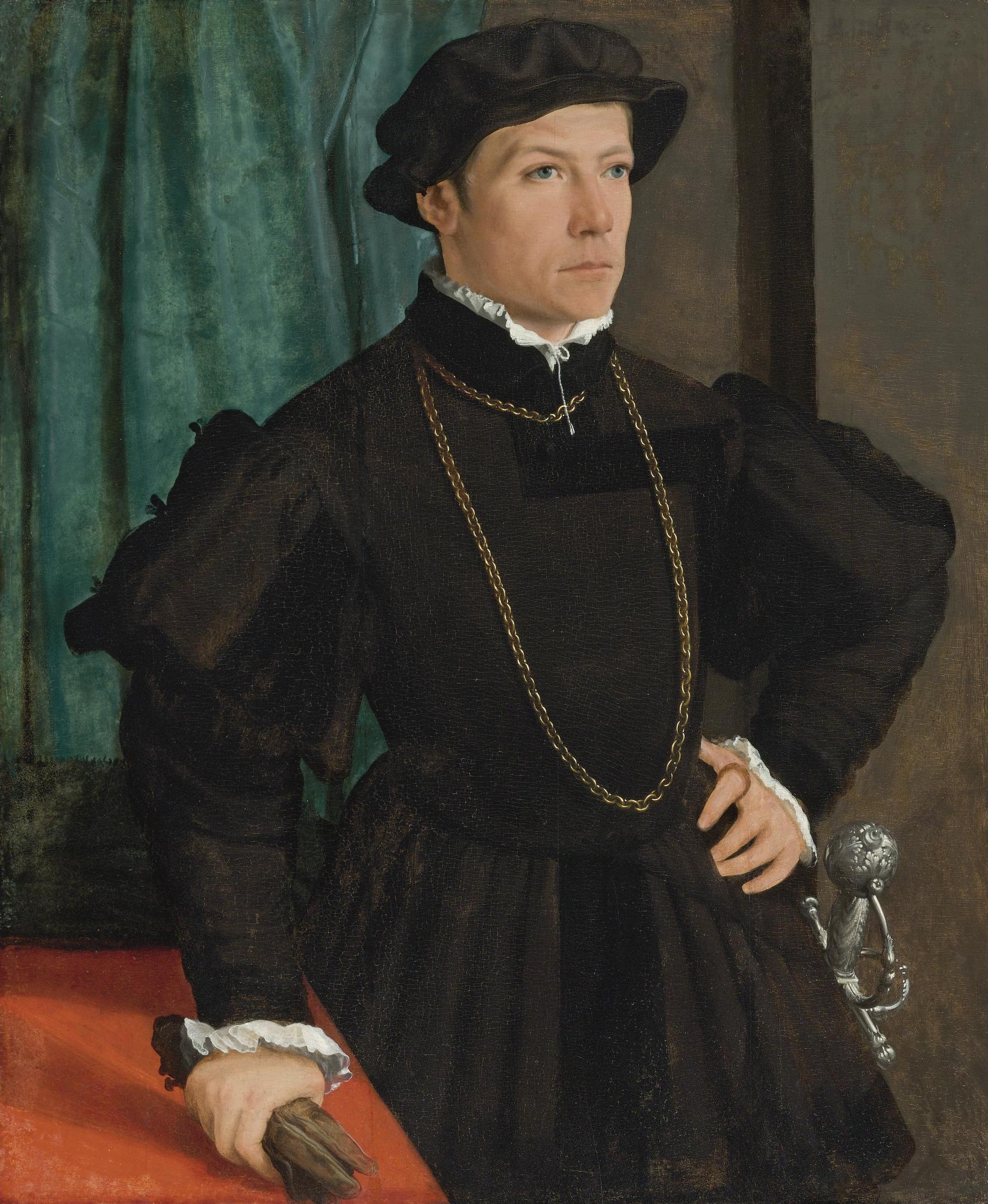
Hans Jakob Fugger, 1541, Privatsammlung
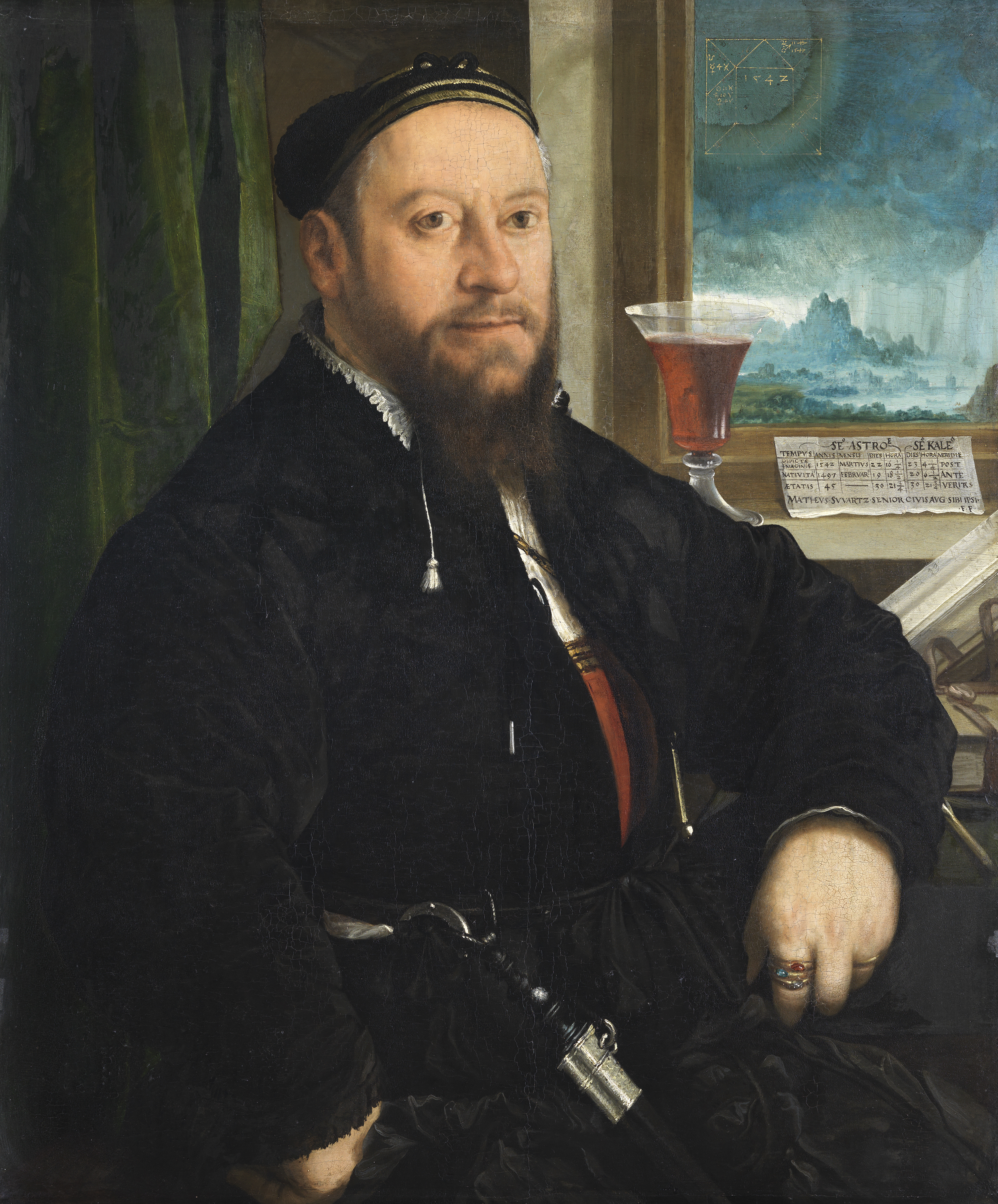
Matthäus Schwarz, 1542, Museo Thyssen-Bornemisza
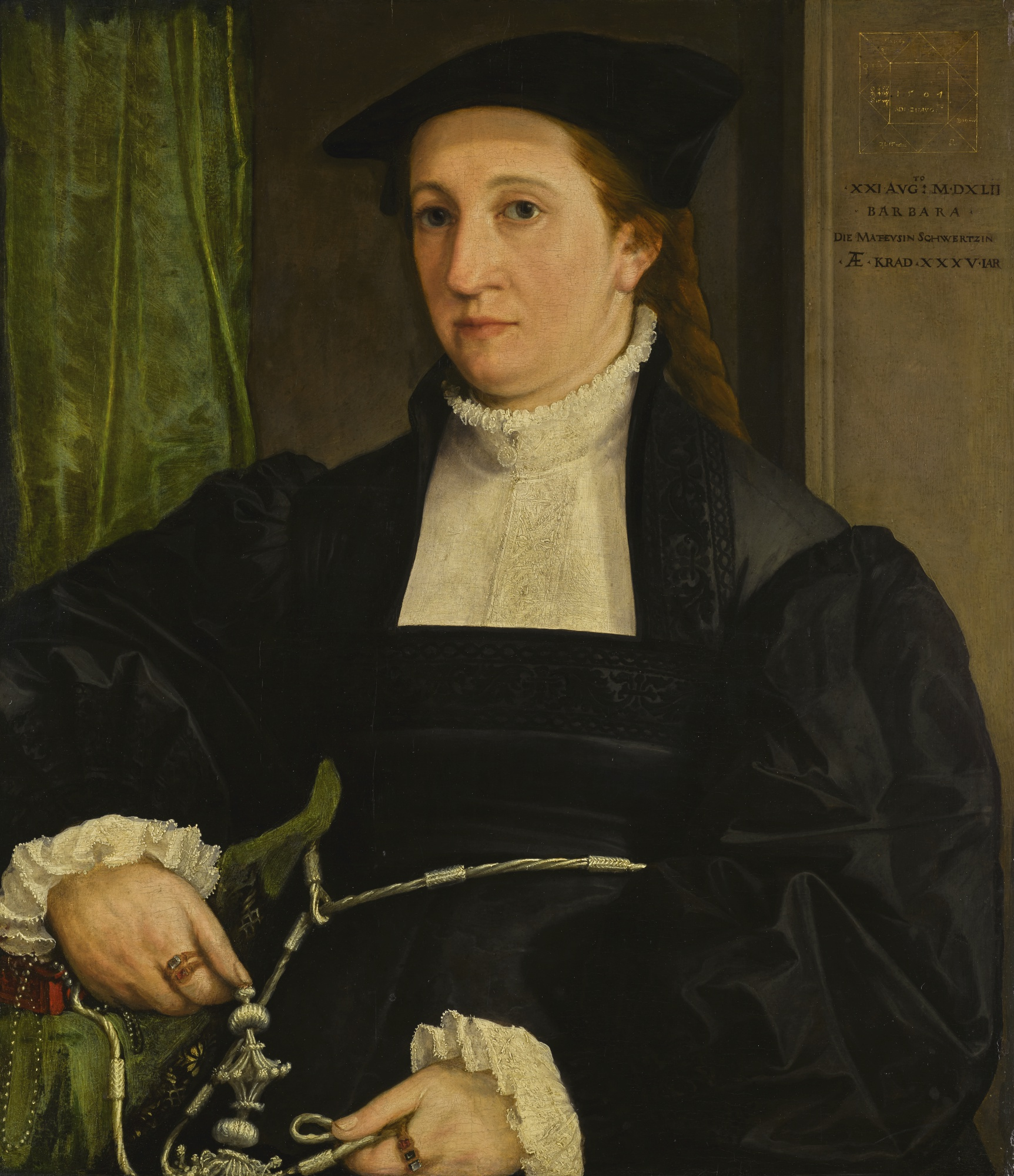
Barbara Schwarz, 1542, Privatsammlung
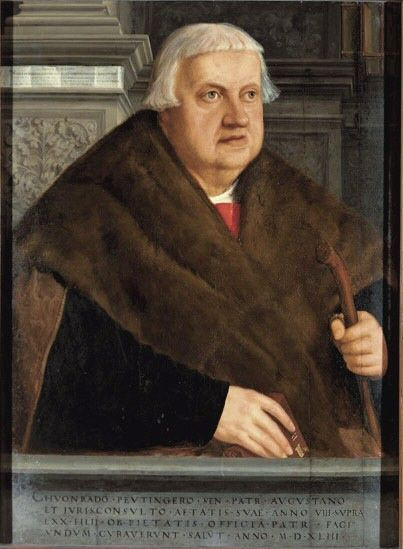
Konrad Peutinger, 1543, Bayerische Staatsgemäldesammlung, München
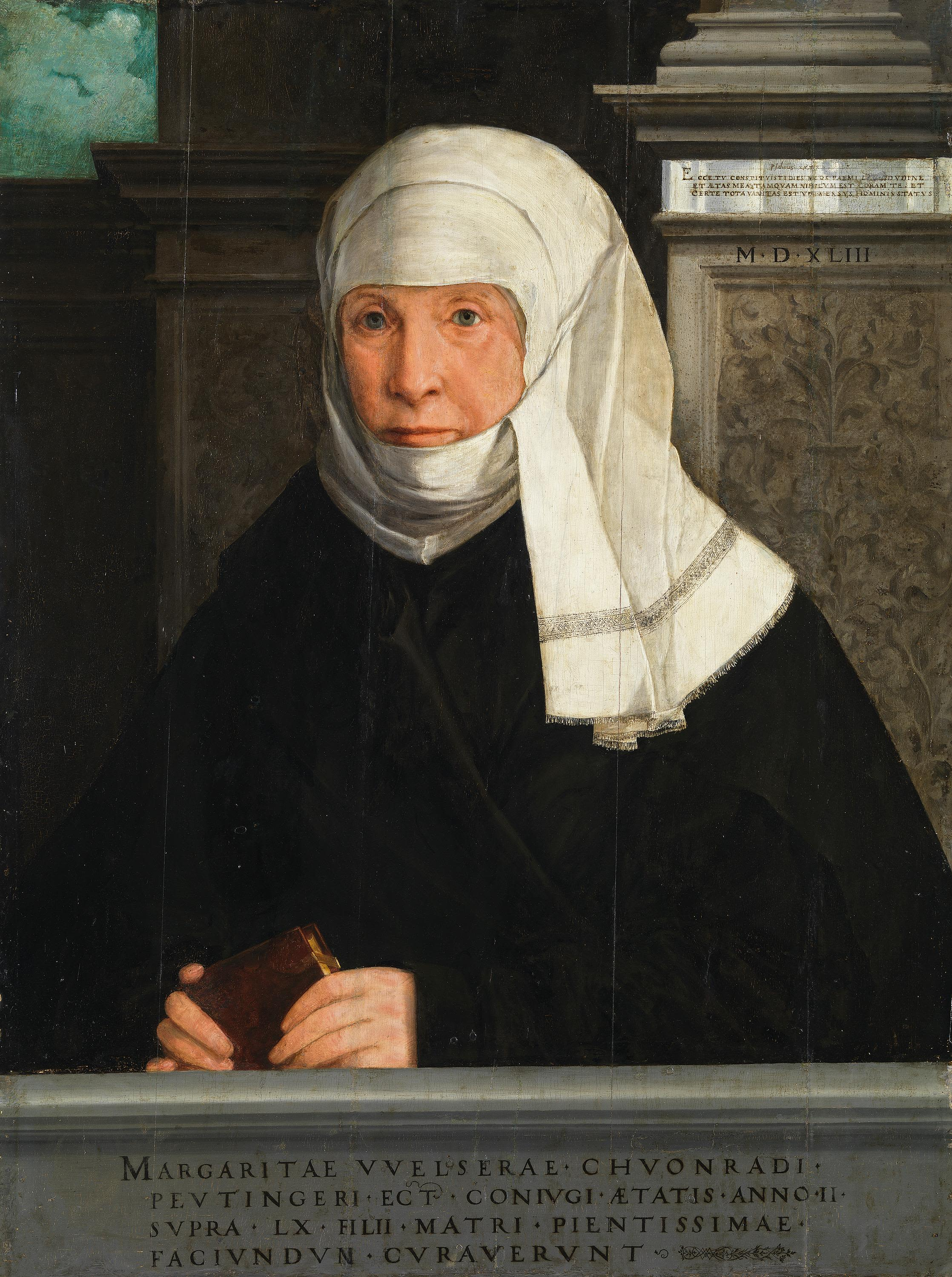
Margarethe Peutinger, 1543, Staatsgalerie Altdeutsche Meister, Augsburg
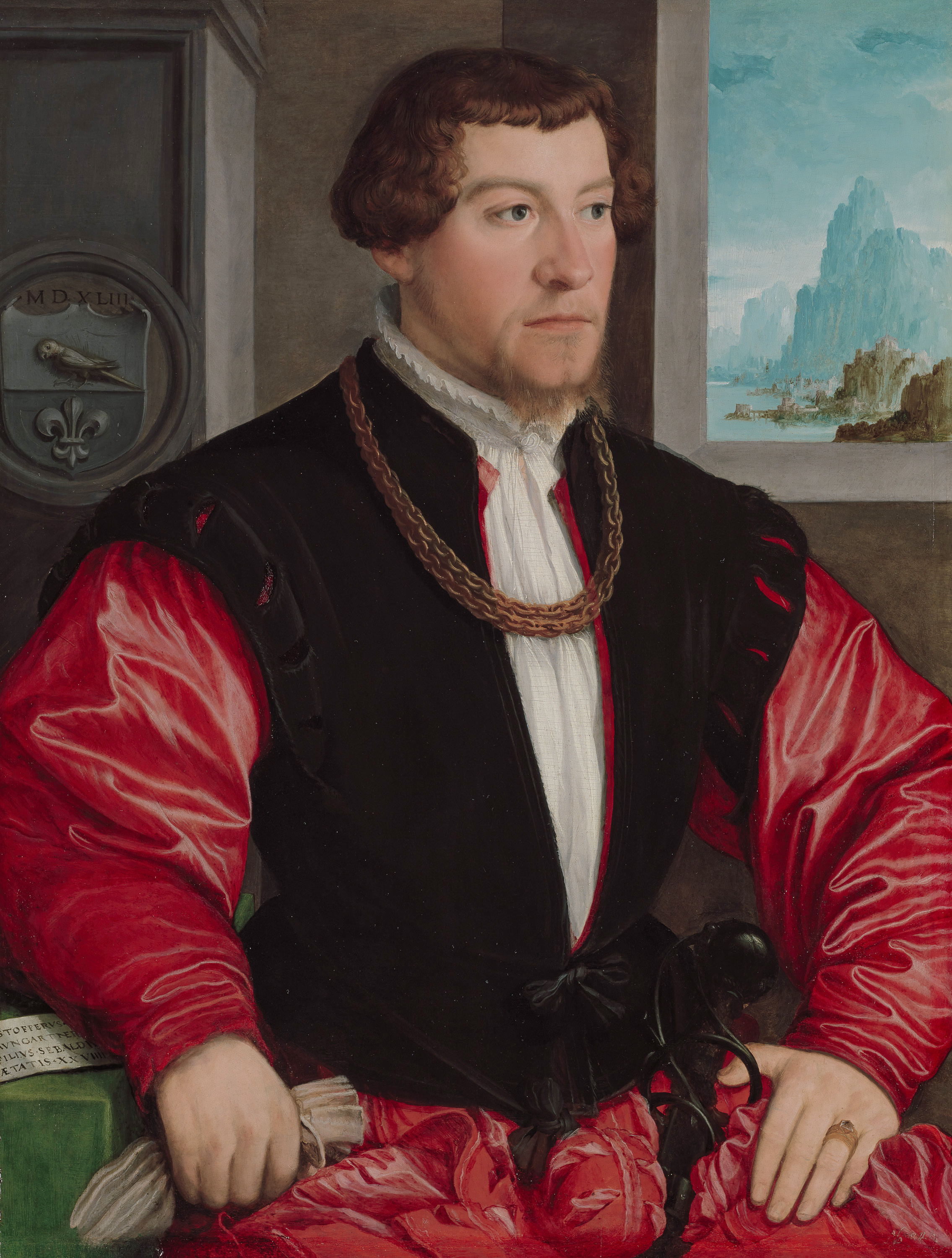
Christoph Baumgartner, 1543, Kunsthistorisches Museum, Wien
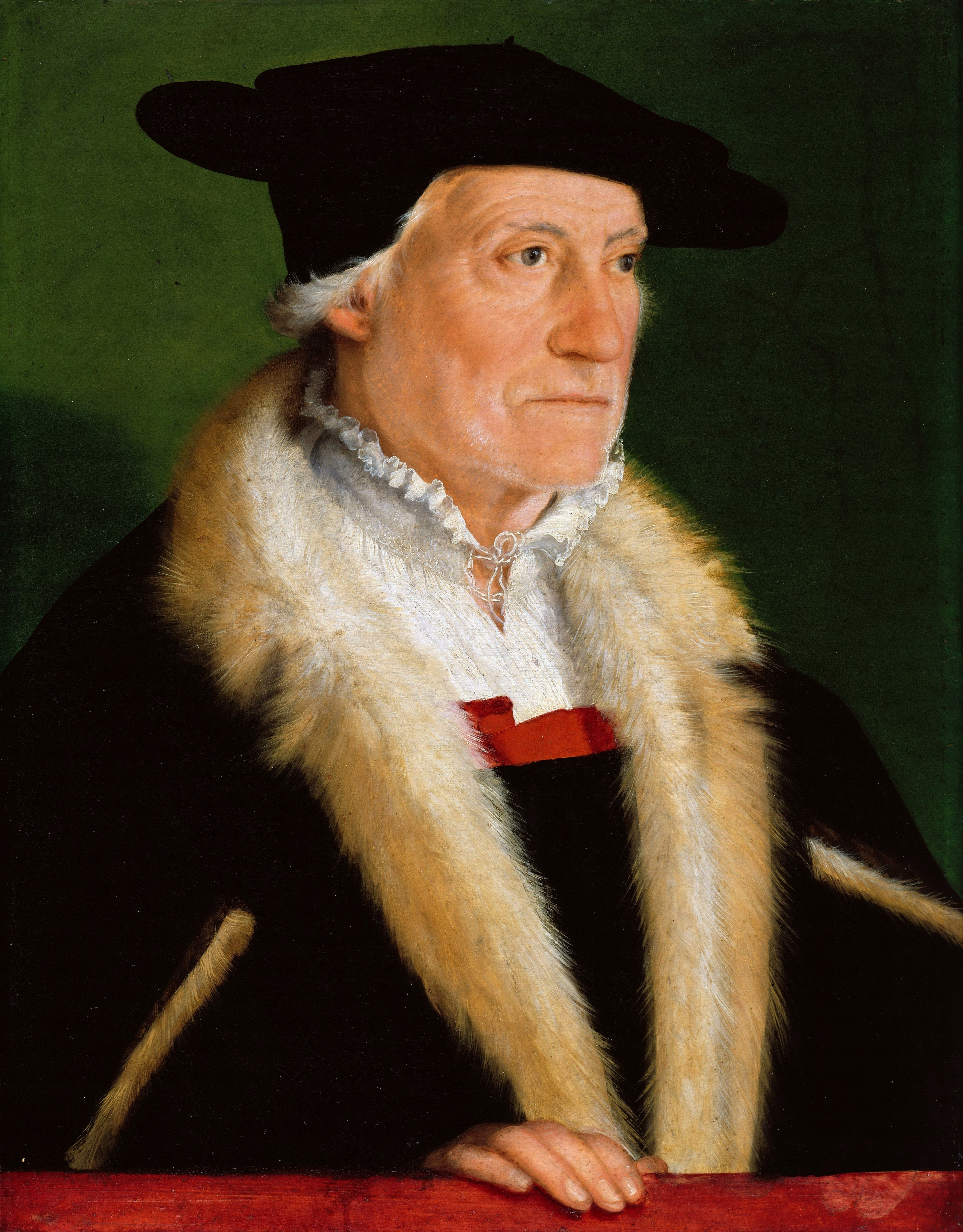
Der Kosmograph Sebastian Münster, 1552, Staatliche Museen zu Berlin, Gemäldegalerie

## Ehrung
Ambergers Büste – vom Münchner Bildhauer Maximilian von Widnmann gefertigt – fand Aufstellung in der Ruhmeshalle in München.